# John Sloan
John French Sloan, född 1871, död 1951, var en amerikansk målare och grafiker.

## Biografi
Sloan utbildade sig vid Pennsylvania Academy. Han började som tidningstecknare, och slog sig 1905 ner i New York som illustratör och grafiker. Han blev medlem av gruppen The Eight och ställde ut med den 1908. 1917 var han med och bildade Society of Independent Artist och stod främst i oppositionen mot The National Academy. Från 1914 utövade han en inflytelserik lärarverksamhet. Sloan är särskilt känd för sina impressionistiska skildringar av gatlivet i New York.

## Galleri

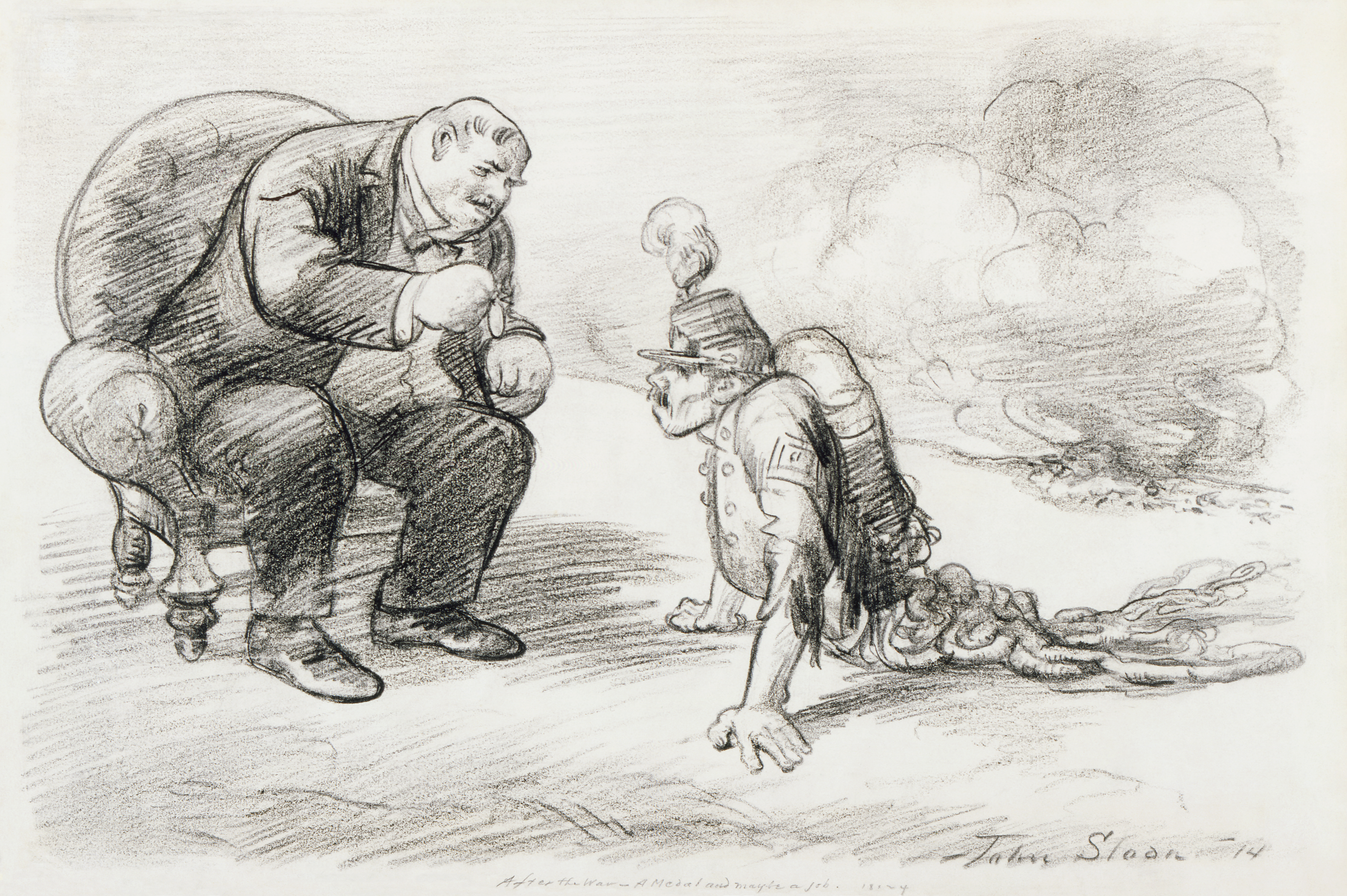
Teckningen "After the war a medal and maybe a job", 1914.
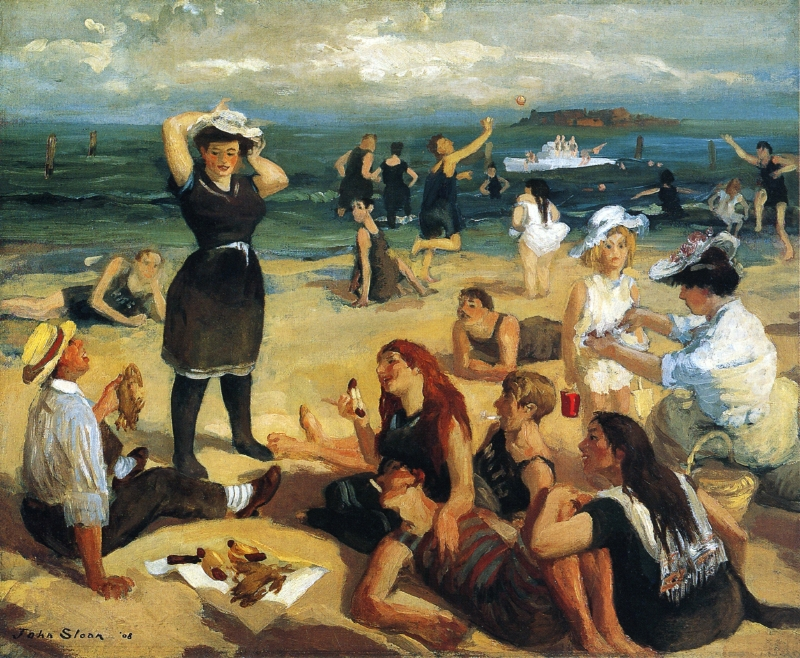
"South Beach Bathers", cirka 1907-1908.
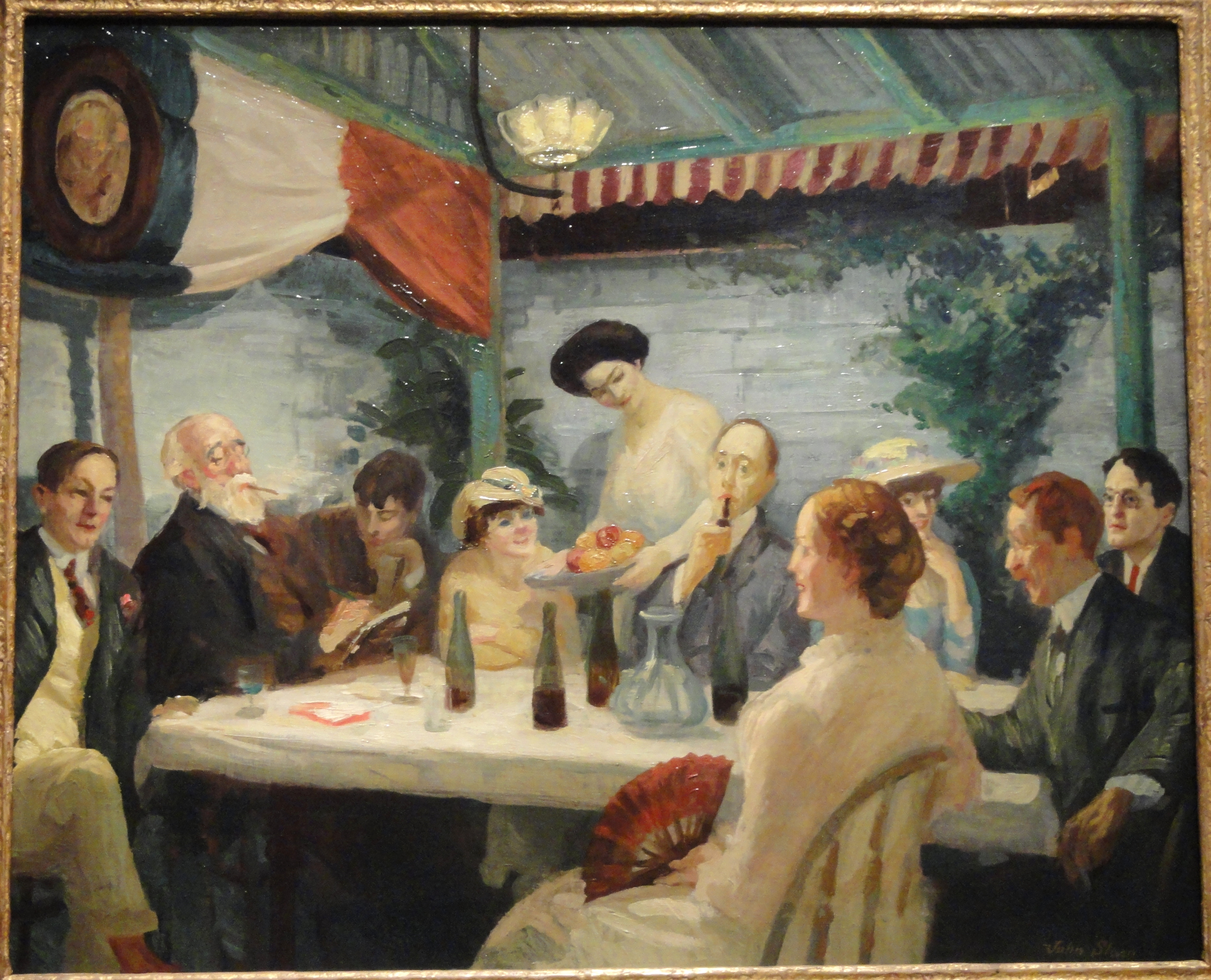
"Yeats at Petitpas", cirka 1910-1914.